# Poospizopsis hypocondria
La monterita pechigrís, monterita pecho gris o dominiquí de pecho gris (Poospizopsis hypocondria) es una especie de ave paseriforme de la familia Thraupidae una de las dos pertenecientes al género Poospizopsis, anteriormente situada en Poospiza. Es nativa de regiones andinas y adyacentes del oeste de América del Sur.

## Distribución y hábitat
Se distribuye a lo largo de la cordillera de los Andes, desde el oeste de Bolivia (desde el sur de La Paz) hasta el oeste de Argentina (hasta el norte de Mendoza) y en las sierras de Córdoba y San Luis.
Esta especie es considerada común en sus hábitats naturales: los matorrales y bosques bajos de altitud, principalmente entre 2500 y 4200 m.

## Sistemática

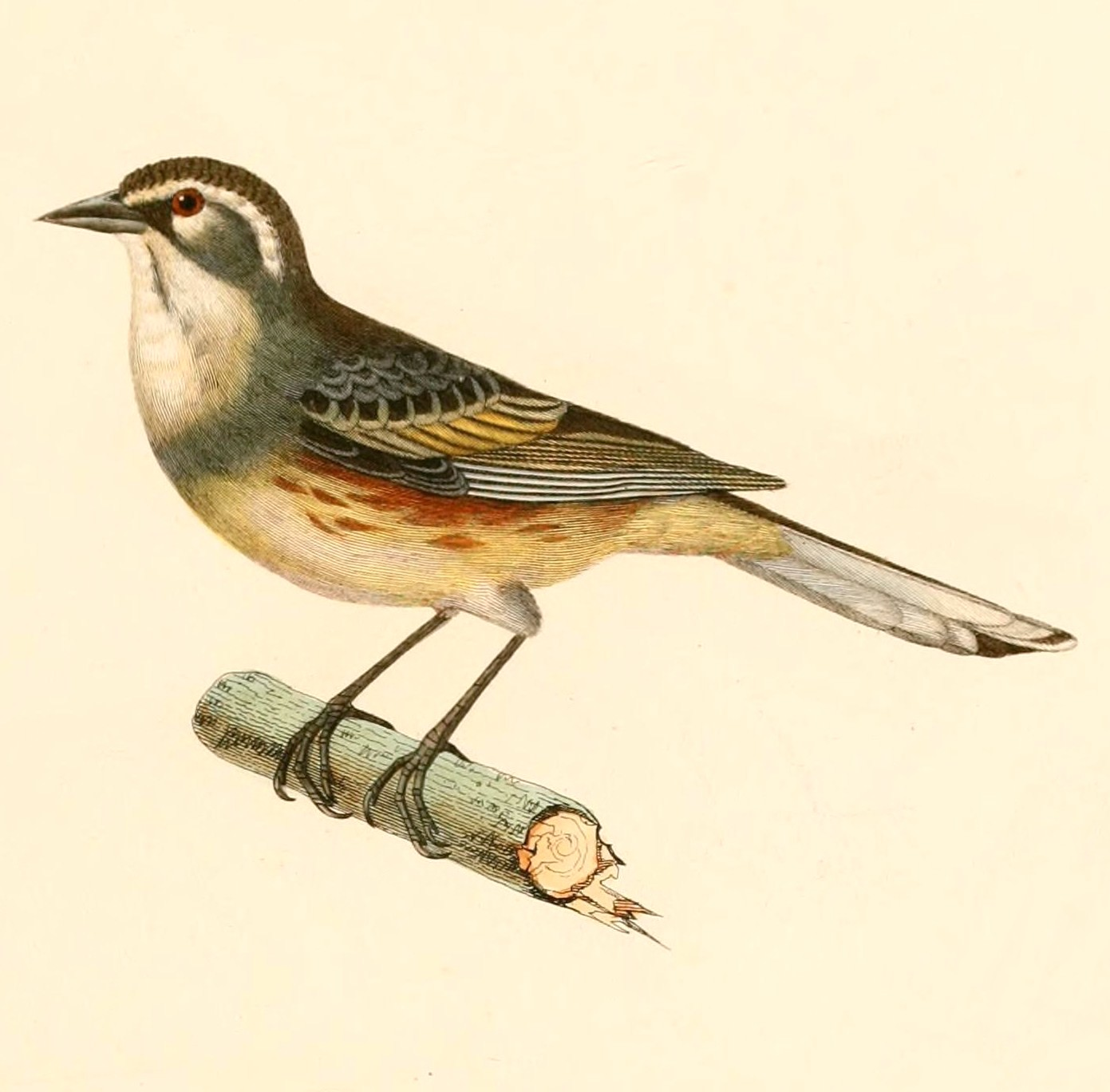
Emberiza hypochondria = Poospizopsis hypocondria, ilustración en d'Orbigny Voyage dans l'Amérique méridionale, 1847.

### Descripción original
La especie P. hypocondria fue descrita por primera vez por los ornitógos franceses Alcide d'Orbigny y Frédéric de Lafresnaye en 1837 bajo el nombre científico Emberiza hypocondria; su localidad tipo es: «Sicasica, Bolivia».

### Etimología
El nombre genérico femenino Poospizopsis es una combinación del género Poospiza (formado por las palabras del griego «poas»: hierba, y «σπιζα spiza» que es el nombre común del pinzón vulgar) y de la palabra griega «opsis»: apariencia, parecido con; y el nombre de la especie «hypocondria» proviene del latín «hypochondria» que significa  «abdómen».

### Taxonomía
A pesar de que el nombre original hypocondria está ortográficamente errado, lo correcto del latín será hypochondria, diversos autores prefieren mantener la grafía original, mientras otros utilizan la corregida.
La presente especie y Poospizopsis caesar fueron tradicionalmente tratadas como integrantes del género Poospiza hasta que en los años 2010, publicaciones de filogenias completas de grandes conjuntos de especies de la familia Thraupidae basadas en muestreos genéticos, permitieron comprobar que ambas formaban un clado distante de las otras especies de dicho género. Por esa razón se decidió recuperar de la sinonimia de Poospiza al género Poospizopsis y rehabilitarlo, para así ubicar esas dos especies en él. El Comité de Clasificación de Sudamérica (SACC) aprobó esta modificación taxonómica en la Propuesta N° 730 parte 12.

## Subespecies
Según las clasificaciones del Congreso Ornitológico Internacional (IOC) y Clements Checklist/eBird v.2019 se reconocen dos subespecies, con su correspondiente distribución geográfica:
- Poospizopsis hypocondria hypocondria (d'Orbigny & Lafresnaye), 1837 – Andes de Bolivia desde el sur de La Paz hacia el sur (incluyendo el centro de Cochabamba, oeste de Santa Cruz, oeste de Chuquisaca y norte y este de Potosí) hasta el oeste de Tarija.
- Poospizopsis hypocondria affinis (Berlepsch), 1906 – noroeste de Argentina desde Salta and Jujuy hacia el sur por la pendiente oriental de los Andes hasta el sur de San Juan y  norte de Mendoza; también en el oeste de Córdoba y noreste de San Luis.